# Cypripedium passerinum
Cypripedium passerinum es una orquídea miembro del género Cypripedium. A diferencia de otras especies del mismo género, se distribuye por las regiones subárticas de Norteamérica.

## Descripción
Especie rizomatosa perenne cuya altura no supera los 50 cm. Emite varios tallos con 3-5 hojas lanceoladas en cada uno, que se disponen de forma alterna y lo abrazan. Toda la planta está cubierta de suave vellosidad pegajosa al tacto. La inflorescencia, con 1-2 flores, surge en el ápice de una larga bráctea. La flor está formada por un sépalo dorsal cubriendo los pétalos, y dos laterales. Tres pétalos, dos de ellos planos, de color blanco y uno inferior, modificado en forma de bolsa, que puede ser también blanco o rosa con manchas púrpura en el labio y la cara interna. El fruto es una cápsula ovoide que contiene miles de semillas diminutas. Florece de junio a julio.

## Distribución y hábitat
Se distribuye por las regiones subárticas y boreales de Canadá y Alaska, y del norte al sur de Montana (Estados Unidos), incluido el Parque nacional de los Glaciares, donde forma parte del ecosistema protegido.
Crece en estratos inferiores de los bosques húmedos de coníferas; en tundras, orillas de lagos y ríos y terrazas fluviales.

## Taxonomía
Cypripedium passerinum fue descrita por Richardson en la publicación Narrative of a Journey to the Shores of the Polar Sea 762. 1823.
Etimología
El nombre del género viene de « Cypris», Venus, y de "pedilon" = "zapato" ó "zapatilla" en referencia a su labelo inflado en forma de zapatilla.
passerinum; epíteto
Sinonimia
- Cypripedium passerinum var. minganense Vict.
- Cypripedium passerinum f. minganense (Vict.) P.M.Br.[7][8]